# Andrej Smirnov (nuotatore)
Andrej Vladislavovič Smirnov (in russo Андрей Владиславович Смирнов?; Leningrado, 11 aprile 1957 – 16 ottobre 2019) è stato un nuotatore sovietico, dal 1992 russo.

## Carriera
Specializzato nei misti, all'apice della carriera vinse la medaglia di bronzo alle Olimpiadi di Montréal 1976 sulla distanza dei 400 m.

## Palmarès
- Giochi olimpici estivi

Montréal 1976: bronzo nei 400 m misti.
- Mondiali

Cali 1975: argento nei 400 m misti e bronzo nei 200 m misti.
- Europei

Vienna 1974: bronzo nei 400 m misti.
Jönköping 1977: argento nei 200 m e 400 m misti.